# Aquilegia brevistyla
Aquilegia brevistyla là một loài thực vật có hoa trong họ Mao lương. Loài này được Hook. mô tả khoa học đầu tiên năm 1829.

## Hình ảnh

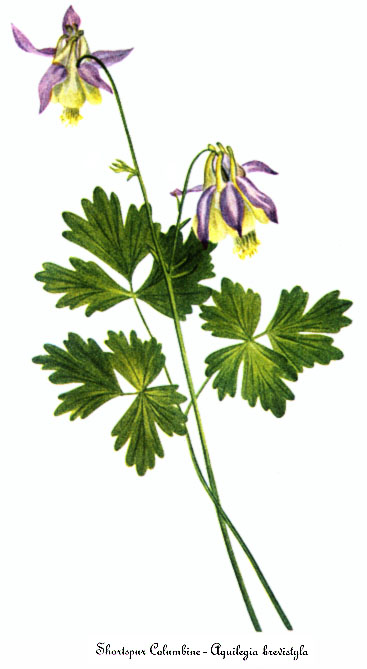
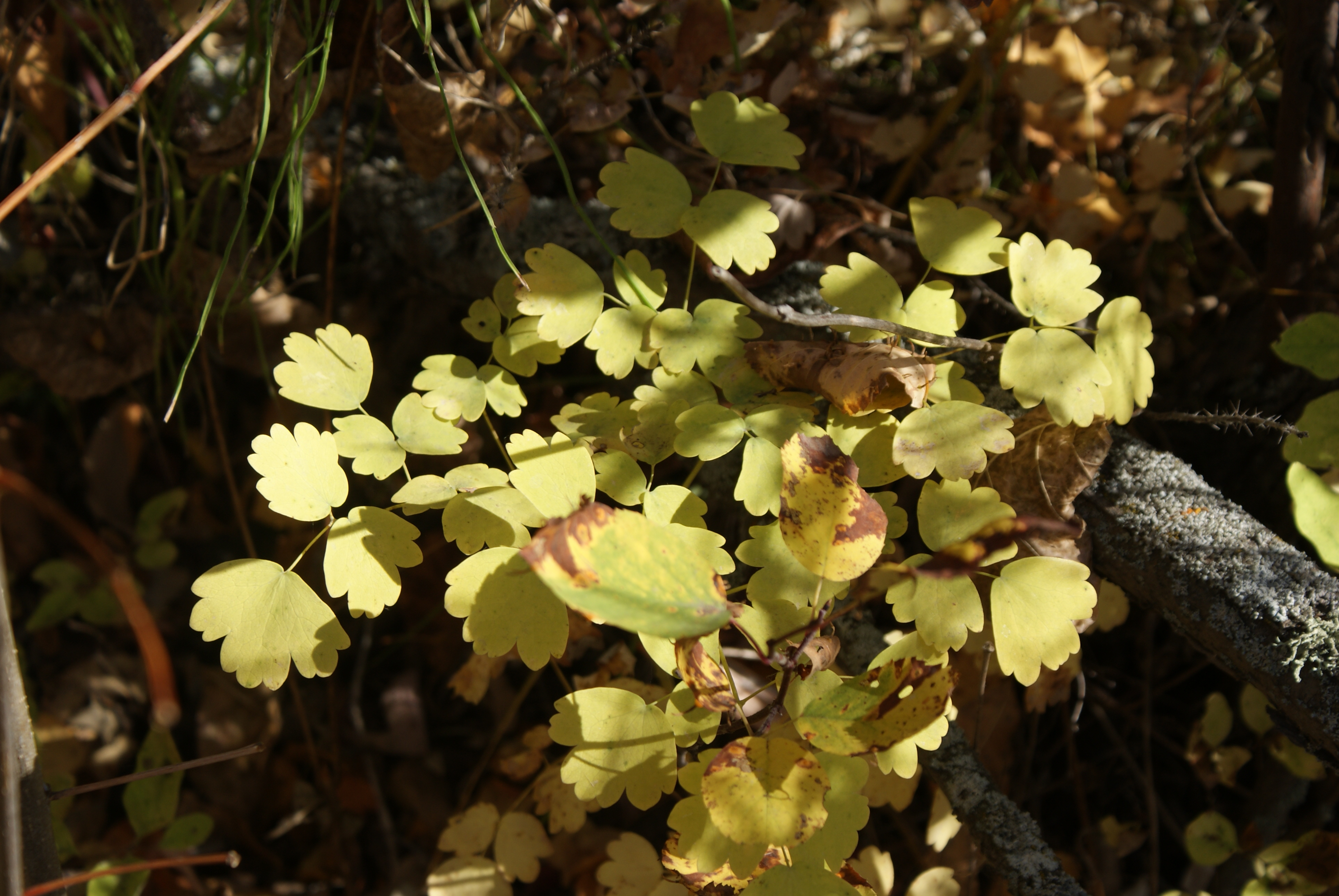